# Mario Paciello

Wappen von Mario Paciello

Mario Paciello (* 26. Oktober 1937 in Barcellona Pozzo di Gotto) ist ein italienischer Geistlicher und emeritierter Bischof von Altamura-Gravina-Acquaviva delle Fonti.

## Leben
Mario Paciello empfing am 30. Juni 1963 die Priesterweihe.
Papst Johannes Paul II. ernannte ihn am 20. Juli 1991 zum Bischof von Telese o Cerreto Sannita. Der Erzbischof von Foggia-Bovino, Giuseppe Casale, spendete ihm am 29. September desselben Jahres die Bischofsweihe; Mitkonsekratoren waren Pietro Santoro, Erzbischof von Campobasso-Boiano, und Felice Leonardo, Altbischof von Cerreto Sannita-Telese-Sant’Agata de’ Goti.
Am 6. Februar 1997 wurde er zum Bischof von Altamura-Gravina-Acquaviva delle Fonti ernannt.
Er war Prior der Komturei Altamura-Gravina-Acquaviva delle Fonti des Ritterordens vom Heiligen Grab zu Jerusalem.